# Чор-Минор

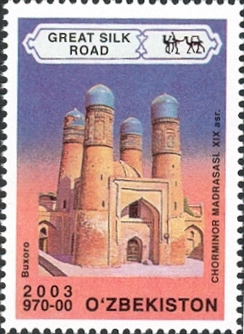
Почтовая марка Узбекистана

Медресе Халифа Ниёзкули (Ниязкули) (более известно под названием Чор-Минор — в переводе Четыре минарета) (узб. Chor Minor; узб. Xalifa Niyozquli madrasasi) — одноэтажное среднеазиатское медресе в историческом центре Бухары (Узбекистан), построенное в столице Бухарского эмирата, в эпоху правления узбекского правителя Хайдара (1800—1826), на средства туркмена Халифы Ниёзкули (Ниязкули), имама-хатиба самой крупной столичной мечети — Мечети Калян.

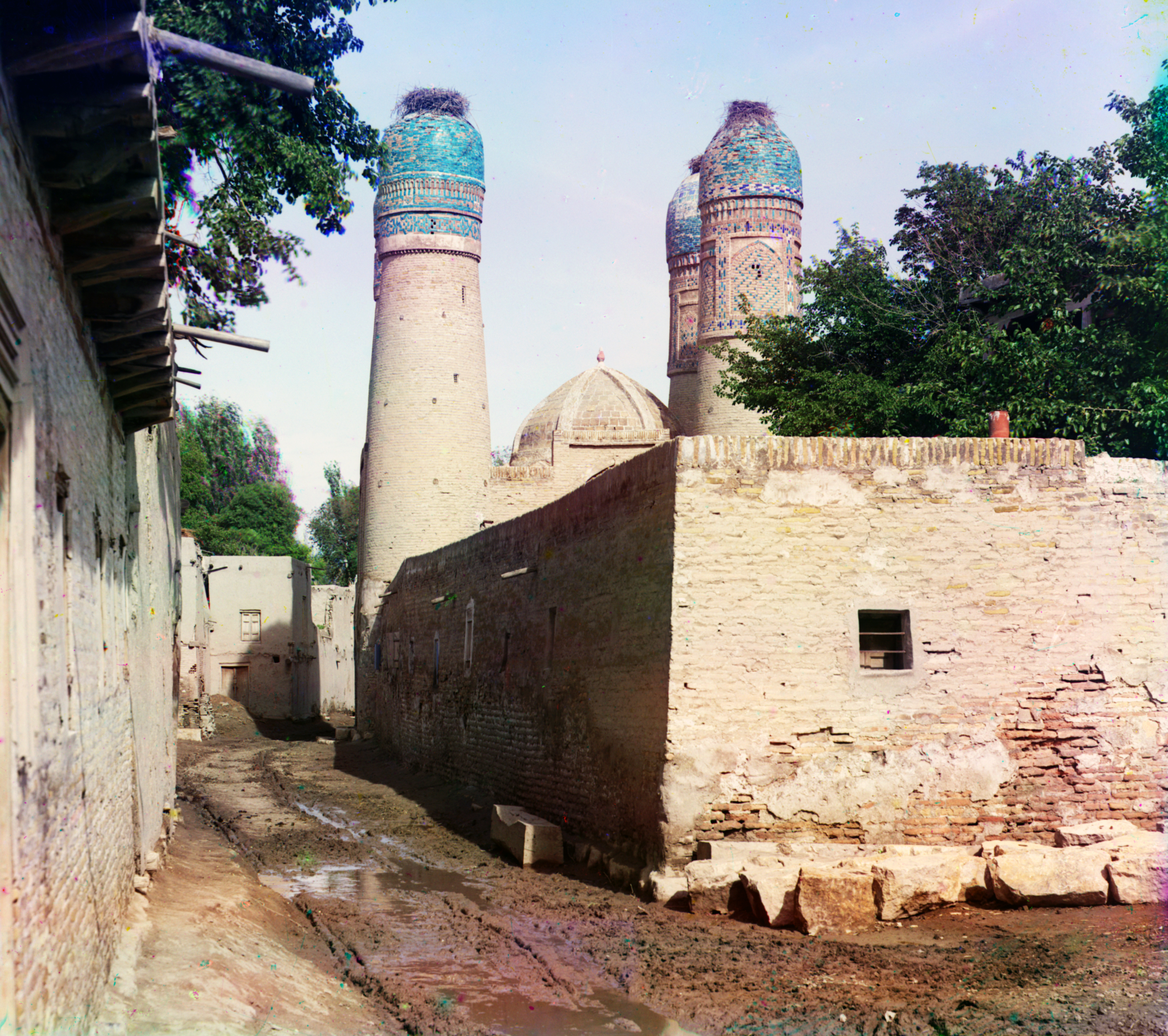
Чор-Минор в начале XX века. Фото С. М. Прокудина-Горского, 1909—1915

Медресе являлось высшим учебным заведением, имеющее богатую библиотеку, и одним из суфийских центров Бухары. Функционировало в плоть до установления Советской власти. Позже, его худжры использовались под жильё. В 1950-х годах часть медресе и его мечеть были разобраны на кирпичи и строительные материалы. Южный ряд худжр был изломан в результате неправильности участка или построек. Уцелели фрагменты его северной части и рядом сохранился хауз, возможно, того периода.
Чор Минор любопытен по архитектуре. Архитектура его отлична от традиционной схемы. При его сооружении были нарушены установленные правила, средневековые архитектурно-планировочные каноны строительства медресе, придерживавщиеся зодчими вплоть до начала XX века. Строителям пришлось следовать желаниям и указаниям донатора медресе. В плане оно представляло собой фигуру, не имеющую ничего общего с традиционной схемой медресе.
Медресе представляло собой неправильный двор, окружённый одноэтажным рядом 59 больших и малых худжр и с каркасной мечетью в юго-западном углу. В южной части были расположены конюшни, где содержались знаменитые туркменские и каршинские карабаиры, привезённые для продажи. Здесь же был и огромный сад, часть которого сохранилась и по сей день.
Интересен по замыслу дарвозахона (надвратная постройка) медресе: двухэтажная купольная постройка, увенчанная четырьмя угловыми башнями, по форме напоминающие минареты, с покрытыми голубой изразцовой облицовкой куполами, декор которых не повторяется. Это оригинальный вход в медресе создавший ему особый облик и давший название всему архитектурному комплексу. Нижний этаж постройки, обнесённый облицованной камнем панелью с колоколами по углам, решён как вестибюль. Верхний этаж, где помещалась библиотека, занимает комната с плоским куполом в кольце несложных сталактитов. Лестница на второй этаж устроена в одной из башен. Остальные три башни использовались как подсобные помещения.
Сохранившиеся минареты реставрировались в 1968 году и в 1980—1990-х годах. Упавший в 1995 году юго-восточный минарет был восстановлен при поддержки ЮНЕСКО в 1997 году.
Памятник находится под охраной государства. Входит в «Национальный перечень объектов недвижимости материального культурного наследия Узбекистана» и в список объектов всемирного наследия ЮНЕСКО (как часть «Исторического центра города Бухара»). Является объектом туристического сервиса и показа. В дарвозахоне медресе функционирует магазин, где продаются изделия народных ремесленников, антиквариат и сувениры.